# NGC 44
NGC 44 est une paire d'étoiles située dans la constellation d'Andromède. Elle a été recensée par John Herschel le 22 novembre 1827